# Франкфурт-на-Майне
Фра́нкфурт-на-Ма́йне (нем. Frankfurt am Main [ˈfʁaŋkfʊɐ̯t ʔam ˈmaɪn]о файле, гесс. Frangford am Maa), часто называемый просто Фра́нкфурт — крупнейший город земли Гессен и пятый по величине в Германии с населением в 764 474 человека (по состоянию на 30 июня 2022 года).
Город является центром крупного региона-метрополии Рейн — Майн с населением в 5,6 млн человек, второго по величине региона Германии.
Город расположен на древнем броду (нем. «furt») на реке Майн и находится на территории, которая в древности была населена франками. Отсюда и происходит название города — «брод франков».
Франкфурт считается мировым «альфа-городом» и является центром коммерции, культуры, образования, туризма и транспортным узлом. Здесь находятся Европейский центральный банк, Федеральный банк Германии, Франкфуртская биржа и Франкфуртская ярмарка. Франкфуртский аэропорт (нем. Flughafen Frankfurt am Main/Rhein-Main-Flughafen) — один из наиболее загруженных международных аэропортов, а Центральный вокзал и Франкфуртская автомобильная развязка — одна из наиболее загруженных транспортных магистралей континентальной Европы. Франкфурт — единственный из городов Германии, вошедший в «двадцатку альфа-городов мира». Во Франкфурте располагалась штаб-квартира американской армии в Германии, а сам город после окончания Второй мировой войны находился в американской зоне оккупации (нем. Besatzungszone).
Согласно исследованию компании Mercer Human Resource Consulting, Франкфурт является вторым городом Германии и сорок восьмым в мире по уровню стоимости жизни.
В 2011 году Франкфурт-на-Майне был признан «криминальной столицей» Германии. Однако надо учитывать, что в статистику включена контрабанда, которую выявляют во Франкфуртском аэропорту.
В Германии существует два города с названием Франкфурт: Франкфурт-на-Майне (земля Гессен) и Франкфурт-на-Одере (земля Бранденбург). В Германии в повседневной речи «по умолчанию» под именем Франкфурт понимают Франкфурт-на-Майне.

## Обзор
Франкфурт был финансовым центром Германии на протяжении столетий и является местом сосредоточения крупных банков и брокерских контор. Экономика Франкфурта базируется на «трёх китах» — финансах, транспорте и ярмарочной деятельности. Франкфуртская биржа — крупнейшая в Германии и одна из наиболее значимых в мировой экономике. Во Франкфурте располагается Европейский центральный банк (нем. Europäische Zentralbank), который определяет денежно-кредитную политику стран Еврозоны и Федеральный банк Германии (нем. Deutsche Bundesbank). Порядка 300 национальных и иностранных банков имеют представительства во Франкфурте, включая штаб-квартиры крупнейших немецких банков.
Франкфурт располагает великолепной транспортной инфраструктурой, а международный аэропорт города представляет собой один из важнейших европейских транспортных хабов. Удачное расположение аэропорта в «сердце Европы» и транспортная доступность по воздуху, железной дороге и автомобиле делают аэропорт Франкфурта особенно привлекательным.
Во Франкфурте на ежегодной основе проходят крупнейшие выставки различной тематики. Internationale Automobil-Ausstellung — крупнейшая мировая выставка в области автомобилестроения, Frankfurter Buchmesse — крупнейшая мировая книжная выставка, Musikmesse — крупнейшая мировая музыкальная выставка, также проходит выставка по освещению зданий.
Франкфурт является культурным и научным центром, в котором располагаются Университет Гёте, множество музеев и два крупных ботанических сада — Тропический сад и Ботанический сад Университета Гёте.
Франкфурт является одним из трёх городов Европейского Союза со значительным количеством небоскрёбов. С тринадцатью небоскрёбами (здание высотой выше 150 метров) по состоянию на начало 2016 года, Франкфурт находится на третьем месте после Парижа (с пригородами) и Лондона, в которых по 16 небоскрёбов. Во Франкфурте находятся самые высокие небоскрёбы в Германии — здания Коммерцбанка, Франкфуртской выставки (нем. Messeturm) и многие другие.

## История города
Римские поселения в районе Рёмера ориентировочно появились в I веке и даже в настоящее время находят артефакты той эпохи. Есть предположение, что название городского округа Бонамес происходит от латинского bona mansion («хороший привал»), а округ Нида был римской гражданской столицей.
Название Франкфурт-на-Майне происходит от слова Franconofurd, германского племени франков. Немецкое слово Furt обозначает мелководное место на реке, пригодное для переправы вброд. Первое упоминание Франкфурта относится к 794 году, когда Карл Великий начал создание империи и созвал Франкфуртский собор, хотя алеманны и франки давно населяли эту местность.
Франкфурт играл важную роль в Священной Римской империи. Германские короли и императоры, начиная с 885 года, выбирались во Франкфурте и короновались в Ахене. С 1562 года короли и императоры начали короноваться во Франкфурте и первым коронованным во Франкфурте королём стал Максимилиан II. Франц II, коронованный в 1792 году 14 июля, в годовщину Дня Взятия Бастилии, стал последним правителем Священной Римской империи. Его выборы и коронация состоялись в Кафедральном соборе Франкфурта, более известном как «Императорский собор».
Первое упоминание о Франкфуртской ярмарке относится к 1150 году. В 1240 году император Фридрих II даровал Императорские привилегии её посетителям, означающие, что они находятся под защитой Империи. Франкфуртская ярмарка приобрела значительный вес, тогда как похожая выставка во французском Бокере сдала свои позиции около 1380 года. Книжная ярмарка проходит во Франкфурте, начиная с 1478 года.
В 1372 году Франкфурт получил статус Имперского города и стал напрямую подчиняться императору, а не местным правителям и наместникам.
В ходе Тридцатилетней войны Франкфурт сохранил нейтралитет, но пострадал от эпидемии бубонной чумы, распространению которой способствовали потоки беженцев. По окончании войны город вернулся к своему былому уровню благосостояния.
В период Наполеоновских войн город неоднократно оккупировался французскими войсками. Тем не менее, город оставался свободным вплоть до краха Священной Римской империи в 1805/06 годах. В 1806 году город становится частью княжества Ашаффенбург во главе которого стоял князь-епископ Карл Теодор Антон Мария фон Дальберг (это означало, что город был частью рейнской конфедерации). В 1810 году Дальберг принял титул великого герцога Франкфурта. Наполеон рассчитывал сделать своего приёмного сына Евгения де Богарне, к тому времени уже носившего титул принца Венеции («Принц Венеции» — вновь установленный майорат в Италии), великим герцогом Франкфурта после смерти Дальберга. Великое герцогство просуществовало недолго — с 1810 по 1813 годы, и ровно до тех пор, когда англо-германские союзники положили конец наполеоновскому правлению в Центральной Европе. Дальберг отрёкся от титула в пользу Евгения, а сама процедура отречения стала чисто символическим жестом, в связи с тем, что после разгрома наполеоновских войск Франкфурт был занят войсками союзников и Евгений не мог использовать свои привилегии при новом режиме.
После падения Наполеона и его отречения состоялся Венский конгресс, в ходе которого была перекроена карта Европы. Великое герцогство Франкфурт прекратило своё существование, а Франкфурт присоединился ко вновь образованной Германской конфедерации на правах вольного города с местом в Бундестаге. В составе Германской конфедерации Франкфурт существовал до 1848 года довольно спокойно; только 3 апреля 1833 года произошло так называемое «Франкфуртское покушение».
После революции 1848 года Франкфурт стал городом, в котором расположился первый Германский Парламент, избранный на демократических принципах. Местом заседания Парламента стала Паульскирхе. Вновь созданный общественный институт потерпел фиаско в 1849 году, когда прусский король заявил, что он не «примет корону от черни». За год существования ассамблея успела разработать для объединённой Германии, которую должен был возглавить прусский король, единую конституцию.
Франкфурт потерял свою независимость после австро-прусской войны, по итогам которой Пруссия в 1866 году аннексировала несколько небольших государств, в числе которых оказался и вольный город Франкфурт. Прусская администрация включила Франкфурт в состав своей провинции Гессен-Нассау. Бывшие независимые города Борхайм и Бокенхайм были присоединены в 1890 году.
В 1902 году банкир Симон Мориц фон Бетман оплатил создание «Золотой книги» Франкфурта. 20-килограммовый альбом для автографов почётных гостей был закончен итальянским скульптором Аугусто Варнези в 1907 году, однако первая запись датирована 1903 годом — император Вильгельм II расписался на отдельном листе, который был добавлен в книгу позднее.
В 1914 году граждане Франкфурта основали Франкфуртский университет, который позднее получил имя Иоганна Вольфганга Гёте. Университет Гёте является единственным университетом в Германии, который был организован по инициативе граждан, и в настоящее время является одним из крупнейших университетов Германии.
Франкфурт был оккупирован французскими войсками, которые были введены в Германию в ответ на Рурское восстание, в период с 6 апреля по 17 мая 1920 года. Французские официальные лица заявили, что Германия нарушила параграфы с сорок второго по сорок четвёртый Версальского договора, которые определяли порядок демилитаризации области Рурского бассейна. В 1924 году Людвиг Ландманн становится первым еврейским мэром Франкфурта. Он также сыграл заметную роль в расширении города. С приходом к власти нацистов синагоги Франкфурта были разрушены.
Франкфурт подвергался частым бомбардировкам авиацией союзников во время Второй мировой войны. В результате авиационных налётов погибло порядка 5,5 тыс. граждан и был разрушен один из самых знаменитых исторических районов города — Рёмер. В послевоенный период лишь часть старинных зданий была восстановлена, исторический облик города был утерян.
После окончания Второй мировой войны Франкфурт становится частью вновь образованной земли Гессен, в которую вошли бывшая земля Гессен с центром в Дармштадте и бывшая прусская провинция Кургессен. Город располагался в американской зоне оккупации Германии, здесь находились штаб-квартиры военного губернатора американской зоны оккупации (1945—1949) и специального представителя в американской зоне оккупации (HICOG) (1949—1952). Штаб-квартиры располагались на территории незатронутых бомбардировками зданий концерна IG Farben. Франкфурт рассматривался в качестве будущей столицы Германии и для этого в городе было построено новое здание для размещения парламента, которое так и не было никогда использовано по назначению. С 1949 года здание использовалось радиостанцией Hessischer Rundfunk. Первый послевоенный канцлер Конрад Аденауэр сделал выбор в пользу небольшого города Бонн, большей частью потому, что город располагался неподалёку от родного города Аденауэра. Другие политики также воспротивились выбору Франкфурта в качестве новой столицы, ссылаясь на то, что расположение правительства в одном из крупнейших и влиятельнейших городов Германии, бывшем крупном центре Священной Римской империи, могло впоследствии привести к блокированию инициатив по объединению c Восточной Германией.
На протяжении 1970-х годов город создал одну из самых эффективных транспортных систем в Европе. Система включает в себя городскую электричку (S-Bahn), которая связывает город с ближними пригородами, и метро (U-Bahn). За послевоенный период Франкфурт снова занял место финансовой и транспортной столицы Германии.

## Население
Как видный международный финансовый и торговый центр Франкфурт является городом с многонациональным населением. Помимо этнического немецкого большинства, в городе существуют общины из Турции, Италии, Хорватии, Сербии, Польши, Греции, Марокко, Боснии и Герцеговины, Испании, Португалии, Франции, Японии, США, Австрии, Индии, Великобритании, Румынии, Афганистана, России, Болгарии, Ливана и Китая. Считается, что во Франкфурте проживает вторая по величине в Европе корейская община и крупнейшая в Германии община тамилов.
На протяжении долгого времени Франкфурт оставался преимущественно протестантским городом, но в XIX веке выросло количество граждан, исповедующих католицизм. В 2006 году католики и протестанты остались крупнейшими религиозными общинами города, (24,6 % и 22,5 %, соответственно). Однако католическая и протестантская общины теряют популярность и на них, вместе взятые, приходится меньше половины городского населения. Согласно данным Центрального Еврейского Совета Германии, в городе проживает 7300 граждан, исповедующих иудаизм, что делают еврейскую общину Франкфурта третьей по величине после Берлина и Мюнхена.

## География

### Географическое расположение
Город расположен на обоих берегах Майна на юго-западе Германии. В южной части города находится Франкфуртский городской лес, который является крупнейшим лесным массивом в черте города в Германии. Центр города лежит на северном берегу реки Майн.
На западе город граничит с районом Майн-Таунус; на северо-западе — с районом Верхний Таунус; на севере — с Веттерау; на северо-востоке — с районом Майн-Кинциг; на юго-востоке — с районом Оффенбах; на юго-западе — с районом Грос-Герау.

### Административное деление города
Город делится на 46 административных кварталов (нем. Stadtteile), которые, в свою очередь, делятся на 118 городских округов (нем. Stadtbezirk). Крупнейшим городским кварталом является Заксенхаузен (нем. Sachsenhausen). Большинство административных кварталов представляет собой ближайшие пригороды (нем. Vororte) либо бывшие отдельные города наподобие Хёхста. Некоторые районы города, такие как Норденд (нем. Nordend), возникли во время бурного роста эпохи грюндерства, тогда как другие сформировались на основе посёлков, ранее принадлежавшим другим районам (Дорнбуш).
Административные кварталы объединены в 16 округов (нем. Ortsbezirke), каждый из которых имеет свой комитет с председателем во главе.

### История формирования городских округов
До середины XIX века в территорию современного города входили Дорнбуш (нем. Dornbusch), Альтштад (нем. Altstadt), Инненштадт (нем. Innenstadt), Банхофсфиртель (нем. Bahnhofsviertel), Гутлёйтфиртель (нем. Gutleutviertel), Галлус (нем. Gallus), Вестенд (нем. Westend), Норденд (нем. Nordend), Остенд (нем. Ostend), Ридервальд (нем. Riederwald), Заксенхаузен (нем. Sachsenhausen). Близлежащие и прежде независимые от города округа были присоединены к городу после 1887 года.

### Климат
Старейшие измерения температуры во Франкфурте были сделаны в декабре 1695 года и были занесены в «Хронику Ахиллеса Аугуста фон Лерснера». С 1826 года ведутся непрерывные метеорологические наблюдения, во Франкфурте находится несколько метеостанций немецкой метеорологической службы, в том числе одна в аэропорту.
Город Франкфурт и район Рейн-Майн, расположенные в северной части Верхней долины Рейна, находятся в одном из самых тёплых регионов Германии. Среднегодовая температура во Франкфурте — 10,5 °С (долгосрочная средняя температура за отсчётный период с 1981 по 2010 годы), тогда как в Берлине — 9,9 °С, в Гамбурге — 9,4 °C, Мюнхене — 8,7 °С. Поэтому климат во Франкфурте довольно мягкий. Зимой средняя максимальная дневная температура в январе составляет около 4,3 °C, а средняя ночная минимальная температура −1,0 °С (отсчётный период с 1981 по 2010 годы). В январе снег, в среднем, держится около семи дней, а высота снежного покрова редко превышает десять сантиметров.
Летом средняя температура составляет 19,1 °C, а зимой — в среднем 2,2 °C. Рекордные значения наблюдались в январе 1940 года −23,8 °C и в августе 2003 года +38,7 °C.
Среднегодовое количество осадков — 629 мм. Больше всего осадков выпадает в июле — в среднем 65 мм, меньше всего — в феврале, около 41 мм.
Преобладающее направление ветра — западное.
| Показатель                    | Янв.  | Фев.  | Март | Апр. | Май  | Июнь | Июль | Авг. | Сен. | Окт. | Нояб. | Дек.  | Год   |
| ----------------------------- | ----- | ----- | ---- | ---- | ---- | ---- | ---- | ---- | ---- | ---- | ----- | ----- | ----- |
| Абсолютный максимум, °C       | 16,2  | 19    | 24,7 | 30,3 | 34,8 | 38,2 | 37,6 | 38,7 | 34,6 | 28   | 20    | 16,5  | 38,7  |
| Средний суточный максимум, °C | 4,3   | 5,9   | 10,8 | 15,5 | 20,1 | 23,2 | 25,6 | 25,2 | 20,3 | 14,6 | 8,4   | 4,9   | 14,9  |
| Средняя температура, °C       | 1,6   | 2,4   | 6,4  | 10,3 | 14,7 | 17,8 | 20   | 19,5 | 15,2 | 10,4 | 5,6   | 2,5   | 10,5  |
| Средний суточный минимум, °C  | −1    | −0,9  | 2,3  | 5    | 9,2  | 12,4 | 14,5 | 14,1 | 10,6 | 6,8  | 2,9   | 0,1   | 6,3   |
| Абсолютный минимум, °C        | −23,8 | −21,5 | −13  | −7,1 | −2,8 | 0,1  | 2,8  | 2,5  | −0,3 | −6,3 | −12,7 | −18,7 | −23,8 |
| Норма осадков, мм             | 45    | 41    | 48   | 42   | 63   | 58   | 65   | 57   | 53   | 55   | 49    | 54    | 629   |
| Источник: Погода и Климат     |       |       |      |      |      |      |      |      |      |      |       |       |       |

## Основные достопримечательности
Собор Святого Варфоломея (нем. Dom Sankt Bartholomäus) — главная церковь города, в готическом стиле, построена в XIV—XV вв. на месте церкви периода Меровингов. Начиная с 1356 года правители Священной Римской империи германской нации избирались в этой церкви, а в период с 1562 по 1792 в соборе короновались императоры.
Горожане начали называть собор Святого Варфоломея кафедральным в XVIII веке, хотя он никогда не использовался в качестве резиденции епископа. Кафедральный собор был разрушен в результате пожара в 1876 году и воссоздан в его современном виде. Высота собора составляет 95 метров.
Церковь Святого Павла (нем. Paulskirche) — национальный памятник Германии, имеющий огромное значение для истории современной политической системы, так как в стенах этой церкви размещался первый Парламент, избранный демократическим путём в 1848 году. Строительство протестантской церкви началось в 1789 году, а завершилось в 1833.
Историческую важность церковь приобрела в революционные 1848—1849 годы, когда в её стенах собралось Франкфуртское национальное собрание (нем. Frankfurter Nationalversammlung) для разработки конституции объединённой Германии. Национальное собрание во Франкфурте и разработанная им конституция потерпели крах из-за того, что монархи Пруссии и Австрии не желали смириться с уменьшением своей власти и в 1849 году прусские войска завершили «демократический эксперимент», и германский парламент был распущен. После роспуска парламента в церкви возобновились службы.
Во время Второй мировой войны церковь была частично разрушена, особенно внутренний интерьер. Церковь была полностью отреставрирована после войны, но используется не для богослужений, а служит в качестве площадки для различных выставок и мероприятий.
«Старая опера» была построена в 1880 году архитектором Рихардом Луке и стала одним из главных оперных залов Германии вплоть до Второй мировой войны. Во время войны здание было сильно повреждено и оставалось в разрушенном состоянии до конца 1970-х годов, и в шутку называлось «самые прекрасные руины Германии». Одним из инициаторов сноса здания «Старой оперы» был мэр города Руди Арндт (Rudi Arndt), который в 1960-х годах призвал взорвать здание. За свои инициативы по сносу здания получил прозвище «Динамит-Руди» (нем. Dynamite-Rudi). Позднее Арндт заявлял, что его инициативы по сносу здания были «не всерьёз».
Под давлением общественности здание было восстановлено и открыто в 1981 году, с того момента «Опера» функционирует как концертный зал, тогда как оперные спектакли проводятся в здании «Новой оперы».
На фронтоне «Старой оперы» имеется надпись «Dem Wahren, Schönen, Guten» («к истине, великолепию, добру»).
«Новая опера» является одной из передовых в Германии и одним из наиболее важных европейских оперных залов. Немецким журналом Opernwelt в 1995 и 2003 годы признавалась «лучшим оперным театром года».
Церковь Святой Екатерины является крупнейшей лютеранской церковью Франкфурта и расположена в центре города в начале улицы Цайль.
Здание Гауптвахты (нем. Hauptwache) — здание в стиле барокко, построенное в 1730 году для тюрьмы. Здание дало название окружающей его площади и транспортной развязке под ней. В настоящее время здание расположено в конце улицы Цайль, одной из наиболее оживлённых торговых улиц Франкфурта.
Цайль (нем. Zeil) — главная торговая улица города и наиболее людная улица Германии. Улица представляет собой пешеходную зону, ограниченную по краям двумя крупными торговыми центрами — Hauptwache с запада и Konstablerwache с востока. Цайль — вторая в рейтинге «наиболее дорогих мест аренды помещений под магазины» в Германии после мюнхенской Кауфингерштрассе (нем. Kaufingerstraße).
Во время предрождественских распродаж Цайль превращается в один из крупнейших и старейших рождественских рынков Германии.
Рёмер означает «романский». Девять зданий, в которых разместился муниципалитет, были выкуплены городским советом в 1405 году у семьи зажиточного торговца. После покупки среднее здание, ставшее «главным», соединили переходами с остальными зданиями комплекса. На верхнем этаже располагается Кайзерзал (нем. Kaisersaal) — «Императорский зал», где вновь коронованные императоры проводили банкеты. Комплекс зданий был частично разрушен во время Второй мировой войны и восстановлен позднее. В настоящее время комплекс зданий располагается на площади Рёмерберг (нем. Römerberg) — Муниципальной Площади.

### Архитектура XX—XXI века в городском ландшафте
- Фрауэнфриденскирхе[нем.] — здание в стиле раннего модерна (освящено в 1929 году).
- Гроссмарктхалле[нем.] — бывший городской оптовый рынок, построенный в период с 1926 по 1929 год.
- Комплекс зданий компании IG Farben строился с 1928 по 1930 годы. В настоящее время в зданиях комплекса располагается Университет Гёте.
- Дом-музей Гёте — дом, где в 1749 году родился Иоганн Вольфганг Гёте. Восстановлен в оригинальном виде (1947—1951) после частичного разрушения в ходе Второй мировой войны.
- Музей прикладных искусств — здание построено по проекту дизайнера Рихарда Майера в 1985 году.

Франкфурт — единственный из немецких городов, располагающий большим количеством небоскрёбов. В общей сложности в городе расположено 13 высотных зданий (высотой не менее ста пятидесяти метров). Единственное здание подобного рода за пределами Франкфурта расположено в Бонне (нем. Post  Turm, 163 метра). Большинство высотных зданий Франкфурта расположено в западной части (финансовый округ) города (нем. Bankenviertel).
- Коммерцбанк Турм (нем. Commerzbank Turm, 259 м) — штаб-квартира «Коммерцбанка».
- Мессетурм (257 м).
- Westendstraße 1 — небоскрёб высотой 208 м, штаб-квартира третьего по величине банка Германии — DZ Bank.
- Майн Тауер (нем. Main Tower, 200 метров) — штаб-квартира банка земли Гессен.
- Штаб-квартира Европейского центрального банка — комплекс из двух зданий высотой 165 и 184 м, открыт в 2015 году.
- Tower 185 — здание высотой 204 м, штаб-квартира регионального отделения Pricewaterhouse Coopers.
- Трианон — здание высотой 186 м, штаб-квартира банка Dekabank.
- Опернтурм[нем.] — здание высотой 170 метров, штаб-квартира UBS Germany
- «Серебряная башня» (нем. Dresdner-Bank-Hochhaus, 166 метров) — штаб-квартира «Дрезднербанка».
- «Плаза Бюро-центр» (нем. Plaza Büro Center, 159 метров).
- Дойчебанк I и II — башни высотой 155 м, штаб-квартира Дойчебанка.
- «Скайпер» (Skyper, 154 метра).
- Европатурм — телекоммуникационная башня, известная как Франкфурт ТВ Тауэр (Frankfurt TV Tower). Является самым высотным зданием города (337,5 метров). Оставалась открытой для публичного доступа до 1999 года в качестве развлекательного центра.
- Хеннингертурм (нем. Henninger Turm) — зернохранилище высотой 120 метров, построенное в 1959—1961 и находящееся во владении пивоваренной компании Хеннингер Бревери (нем. Henninger). Здание располагает двумя «вращающимися» ресторанами на высоте 101 и 106 метров, соответственно, и открытой обзорной площадкой, расположенной на высоте 110 метров. Публичный доступ в здание прекращён с октября 2002 года, в связи с тем, что планировалось снести башню. Однако планы были пересмотрены, а сейчас башню предполагается переделать в жилое здание.
- Гётетурм (нем. Goetheturm) — Башня Гёте, построена полностью из дерева (43 метра), расположена на северной окраине Городского леса Франкфурта в Заксенхаузене. Является одним из пяти высотных деревянных зданий Германии. Здание было построено в 1931 году и до сих пор остаётся любимым местом проведения досуга местными жителями.

## Культура

### Фестивали
Главным фестивалем города является фестиваль Набережной музеев (нем. Museumsuferfest). Фестиваль — одно из крупнейших культурных событий Германии, которое ежегодно привлекает более трёх миллионов туристов. Фестиваль начинается в конце августа и проходит на обоих берегах Майна. На набережных Майна располагается более двадцати различных музеев, которые во время проведения фестиваля работают допоздна. Для развлечения посетителей монтируются дополнительные аттракционы и места торговли.
Старейшим народным праздником Франкфурта является фестиваль керамики (нем. Dippemess), который проходит два раза в год — на Пасху и в конце сентября в восточной части города. Первые упоминания о празднике, как о ежегодной ярмарке относятся к XIV веку, которая со временем превратилась в весёлую традицию. Слово «Dippe» на гессенском диалекте означает «горшок» или «банка», которое практически не понимают в остальной Германии. Название фестиваля берёт своё название от первоначального предназначения ярмарки — торговли гончарными изделиями.
Дни леса (нем. Wäldchestag) — событие, отмечаемое жителями Франкфурта как национальный праздник — день единения с городом. Праздник отмечается в Городском лесу на протяжении четырёх дней после Дня Святой Троицы.
Фестиваль небоскрёбов (нем. Wolkenkratzer Festival) — уникальный для Германии праздник, который проводится на нерегулярной основе (последний раз прошёл в 2007 году). На два дня большинство небоскрёбов в деловом центре города открываются для публичного доступа и более миллиона человек воспользовались в 2007 году возможностью увидеть город с высоты «птичьего полёта». Во время проведения последнего Фестиваля Небоскрёбов организаторы устроили лазерное шоу, фейерверки и различные соревнования по парашютному спорту, бейсджампингу.
Звуки Франкфурта (Sound of Frankfurt) — музыкальный фестиваль, который регулярно, начиная с 1994 по 2004 годы, проводится[уточнить] в городе. Во время праздника на открытых площадках выступали коллективы различных музыкальных направлений и привлекали порядка полумиллиона туристов в год.

### Музеи
Большинство музеев Франкфурта располагается на набережной Майна в районе Заксенхаузен (южная сторона) или в старой части города (северная сторона). Из-за большой концентрации музеев район часто называют Набережной музеев (нем. Museumsufer).
На южной стороне реки расположено тринадцать музеев, включая:
- Немецкий музей архитектуры;
- Музей немецкой кинематографии (нем. Deutsches Filmmuseum);
- Музей иконы (нем. Ikonenmuseum);
- Музей скульптуры Либигхаус;
- Музей прикладного искусства (нем. Museum für Angewandte Kunst);
- Региональная художественная галерея[нем.];
- Музей коммуникаций;
- Этнологический музей мировых культур[нем.];
- Штеделевский художественный институт (нем. Städel).

Улица Шауманкай (Schaumainkai), на которой располагаются музеи, частично перекрывается для дорожного движения по субботам из-за проведения крупнейшего во Франкфурте «блошиного рынка».
На северной стороне реки располагаются:
- Археологический музей;
- Еврейский музей Франкфурта[нем.];
- Исторический музей.

Музеи, расположенные не на набережной:
- Музей современного искусства;
- Галерея «Schirn» (нем. Schirn Kunsthalle);
- Художественный музей (нем. Frankfurter Kunstverein);

Другие важные музеи, расположенные в районе Вестенд (Westend):
- Зенкенбергский музей (нем. Naturmuseum Senckenberg);

Дом-музей Гёте

### Местная кулинария
Благодаря своему положению на пересечении важнейших торговых путей Европы Франкфурт-на-Майне прослыл в Германии раем для гурманов. В изысканной гастрономии Франкфурта-на-Майне применялись импортные продукты питания, кухня Франкфурта-на-Майне испытала заметное французское влияние и занимает в Гессене особое место. Франкфурт — не только банковская, но и немецкая колбасная метрополия: в городе размещается штаб-квартира Германского союза мясников, а каждые три года проходит крупнейшая в мире Международная выставка мясной промышленности IFFA.
К специалитетам франкфуртской кухни относят:
- франкфуртские сосиски;
- риндсвурст — говяжьи колбаски;
- хандкезе;
- франкфуртские рёбрышки;
- франкфуртский зелёный соус;
- бетменхен, «бетманчики» — рождественское марципановое печенье;
- франкфуртские пряники — старинное рождественское печенье из марципана;
- франкфуртский венец;
- яблочное вино.

### Клубная музыка
Корни клубной музыки (Techno) прослеживаются в Германии и, в частности, во Франкфурте. В начале 1990-х годов местные диджеи наподобие Свена Фета (нем. Sven Väth) и DAG начали играть в жёстком, глубоком стиле эйсид-хауса (acid house), который впоследствии приобрёл большую популярность. Одним из самых важных мест сбора поклонников транса (trance) стал ночной клуб «Омен» (Omen). Оказавшие большое влияние на жанр коллективы, такие как Jam & Spoon, Dance 2 Trance, Oliver Lieb, Hardfloor и звукозаписывающие лейблы — Eye Q и Harthouse, — базировались во Франкфурте в начале 1990-х годов.

## Транспорт

### Аэропорт
Аэропорт Франкфурта (нем. Flughafen Frankfurt am Main) расположен в 12 км от центра города, имеет четыре взлётно-посадочные полосы и круглосуточно обслуживает 265 направлений. Франкфуртский аэропорт входит в десятку крупнейших аэропортов мира и является крупнейшим перевалочным пунктом грузоперевозок в Европе. Аэропорт выступает в роли хаба для компании Кондор (нем. Condor) и главного хаба для флагмана немецкой авиации — Люфтганзы (нем. Lufthansa). Стабильно входит в топ-10 самых загруженных аэропортов Европы. До аэропорта из города можно добраться на машине, автобусе, электричке. Аэропорт располагает двумя железнодорожными станциями — регионального сообщения и дальнего следования. На городской электричке (S-Bahn) в город можно добраться на маршрутах S8 и S9, которые идут в направлениях — главный вокзал (нем. Frankfurt (Main) Hbf)), Оффенбах Ост (нем. Offenbach Ost) или Ханау (нем. Hanau). Время в пути до города на электричке занимает 10-15 минут.
В Германии существует аэропорт со сходным названием — Франкфурт-Хан, который, однако, расположен в 125 км между городками Хан и Лаутценхаузен. До этого аэропорта можно добраться пока только на машине или автобусе. Каждый час с главного вокзала отходят автобусы в направлении аэропорта Франкфурт-Хан (время в пути — 1 час 45 минут). В 2007 году услугами аэропорта, который является базовым для компаний дискаунтеров, таких как Ryanair, воспользовались порядка 4 млн человек.
На юго-востоке аэропорта Франкфурта, возле городка Эгельсбах (нем. Egelsbach), располагается аэропорт Франкфурт-Эгельсбах, который специализируется на частной и спортивной авиации.

### Дороги
Передвижение по дорогам в центре города обычно бывает затруднено из-за плотного потока автомобилей. Некоторые территории внутри города, в особенности прилегающие к Цайлю, являются только пешеходными, по которым запрещено автомобильное движение.
Франкфурт является транспортным хабом системы автобанов Германии. Крупная дорожная развязка (нем. Frankfurter Kreuz) находится вблизи аэропорта в месте пересечения автомобильных магистралей А3 (Кёльн — Вюрцбург) и А5 (Базель — Ганновер). С ежедневной пропускной способностью порядка 335 тыс. автомобилей в сутки дорожная развязка Франкфурта является наиболее загруженной европейской развязкой. Автобан А66 соединяет Франкфурт с Висбаденом (нем. Wiesbaden) на западе и с Фульда (нем. Fulda) на востоке. Автобан А661 начинается на юге в Дармштадте (нем. Darmstadt), проходит через восточную часть Франкфурта и заканчивается на севере в Бад-Хомбурге (нем. Bad Homburg).

### Железнодорожное сообщение
Главный вокзал Франкфурта — крупнейшая железнодорожная станция Германии. Наряду с главным вокзалом Мюнхена и Гамбурга вокзал обслуживает около 450 тыс. пассажиров ежедневно и делит с ними первое место. Вокзал расположен рядом с деловым центром города (нем. Bankenviertel) и недалеко от места проведения Франкфуртской ярмарки. Обслуживает поезда дальнего следования (InterCity, ICE), поезда пригородного сообщения (префикс номеров маршрутов RB, RE), все линии городской электрички (префикс номеров маршрутов S). Через вокзал проходят две линии метро (U-Bahn), несколько маршрутов трамваев и автобусов. Пригородные и городские маршруты интегрированы в единую систему общественного транспорта Рейн-Майн-Феркерсвербунд (нем. Rhein-Main-Verkehrsverbund, RMV) — второй по величине транспортной системы в мире.
Железнодорожная станция поездов дальнего следования аэропорта Франкфурта (нем. Frankfurt am Main Flughafen Fernbahnhof) соединяет аэропорт с основными железнодорожными магистралями через ветку Кёльн — Франкфурт. Станция поездов регионального сообщения (нем. Frankfurt (Main) Flughafen Regionalbahnhof) обслуживает поезда городской электрички (маршруты S8, S9) и региональные экспрессы.
Третий по величине вокзал Франкфурта (нем. Südbahnhof) расположен в районе Заксенхаузен.

### Общественный транспорт
Город располагает двумя подземными железнодорожными системами — метро (U-Bahn) и городские электрички (S-Bahn) и развитой трамвайной системой.
Девять линий городской электрички (S1-S9) соединяют Франкфурт с остальным регионом Рейн-Майн. Временной интервал между поездами на большинстве маршрутов составляет 15 минут. Все линии, за исключением S7, проходят через городской подземный туннель и обслуживают станции Остендштрассе (нем. Ostendstraße), Констаблервахе (нем. Konstablerwache), Хауптвахе (нем. Hauptwache), Таунусанлаге (нем. Taunusanlage) и Главный вокзал Франкфурта (нем. Hauptbahnhof). Поездами системы S-Bahn можно добраться до Франкфуртской выставки (S3-S6), аэропорта (S8, S9), стадиона (S7-S9) и близлежащих городов — Висбадена (нем. Wiesbaden), Майнца (нем. Mainz), Дармштадта (нем. Darmstadt), Рюссельсхайма (нем. Rüsselsheim), Ханау (нем. Hanau), Оффенбаха (нем. Offenbach am Main), Бад-Хомбурга (нем. Bad Homburg), Кронберга (нем. Kronberg).
Система метро (U-Bahn) включает в себя девять линий, обслуживающих городской центр и крупнейшие пригороды. Минимальное время между поездами составляет 2,5 минуты.
Городская система трамвайного сообщения имеет девять линий. Временной интервал между трамваями составляет 10 минут. Некоторые отрезки пути обслуживаются двумя маршрутами и снижают период ожидания до 5 минут в часы пик. Трамвайное сообщение обслуживает больше остановок, чем метро и городские электрички.
Автобусы в ночные часы ходят с 1:30 до 3:30 ночи и дополняют работу трамваев и метро.

### Такси
Остановочные станции такси располагаются на большинстве остановок метрополитена, городских электричек и главных перекрёстках города. Также в городе функционирует несколько крупных международных провайдеров такси, заказ которых доступен через приложения.

### Велосипедные дорожки
Компания Deutsche Bahn предоставляет для горожан и гостей города услугу по аренде велосипедов. Пункты проката велосипедов можно найти на остановках железнодорожного транспорта и на главных перекрёстках города. Велосипеды, предоставляемые в аренду, как правило, тяжёлые по весу, но снабжены качественными амортизаторами для придания плавности ходу. В целях предотвращения воровства и улучшения опознавания велосипеды окрашиваются в серебристо-красный цвет.
В центре города публика может воспользоваться услугой велорикш, которые используют трёхколёсные велосипеды с прикреплённой кабиной для пассажиров.
В городе созданы все условия для велосипедистов, и на многих центральных улицах города велосипедисты имеют приоритет движения перед автотранспортом. Для поддержания велосипедного движения создан городской портал (нем. Radfahrportal), на котором можно получить необходимую информацию касательно организации велосипедного движения в черте города.
Каждую первую субботу месяца проводится велосипедный заезд «Критическая масса» (нем. Kritische Masse), старт которого начинается у здания «Старой Оперы» в два часа пополудни.

## Экономика и бизнес
Франкфурт входит в число крупнейших европейских финансовых центров. Согласно проведённому в 2007 году компаний Cushman & Wakefield исследованию во Франкфурте, наряду с Парижем и Лондоном, располагается наибольшее количество международных компаний. На основании данных, полученных и обработанных Университетом Ливерпуля в 2001 году, Франкфурт являлся богатейшим европейским городом по показателю валового продукта, производимого городом, а следом за Франкфуртом идут Карлсруэ, Париж и Мюнхен. Консалтинговая компания Mercer в 2007 году присвоила Франкфурту седьмое место в мире по качеству жизни. Кроме Франкфурта, в список вошёл ещё один немецкий город — Дюссельдорф (шестое место рейтинга).

### Банки
В Германии Франкфурт известен как «банковский город». По состоянию на конец 2012 года пять из десяти крупнейших немецких банков имели здесь свои штаб-квартиры, включая «большую тройку» — Deutsche Bank, Commerzbank и DZ Bank. Дрезденский банк, KfW.
Европейский центральный банк, ответственный за монетарную политику и финансовый контроль «еврозоны», расположен в деловой части города. Немецкий федеральный банк, интегрированный в Европейскую систему центральных банков, также располагается во Франкфурте.

### Фондовая биржа
В городе расположена одна из крупнейших европейских бирж — Франкфуртская фондовая биржа, принадлежащая корпорации Deutsche Börse AG. Франкфурт занимает вторую позицию в Европе в биржевой «табели о рангах» после Лондона и через биржу города проходит свыше девяноста процентов оборота немецкого рынка ценных бумаг.

### Ярмарки
Городские ярмарочные традиции имеют давнюю историю, и первое упоминание о ярмарках относится к XII веку, а сегодня во Франкфурте проводят крупные выставочные мероприятия — Франкфуртский автосалон (IAA, выставка автомобильной индустрии), Франкфуртская книжная ярмарка, Ambiente (выставка потребительских товаров), Frankfurt Musikmesse (музыкальная выставка), Achema (химическая и фармацевтическая выставка) и другие — Paperworld, Christmasworld, Beautyworld, Tendence Lifestyle, Light and Building.

### Реклама и связи с общественностью
В городе располагается порядка 570 агентств, специализирующихся на рекламе, и порядка 270 компаний, специализирующихся на связях с общественностью. Согласно исследованию журнала «Focus» (ноябрь 2007) свои представительства в городе имеют 48 крупнейших рекламных агентств, включая такие как McCann-Erickson, Saatchi & Saatchi, JWT, Publicis.

### Аудиторские услуги
В городе представлены офисы «Большой четвёрки» — Deloitte Touche Tohmatsu, KPMG (европейская штаб-квартира), PricewaterhouseCoopers (PwC). Ernst & Young имеет офис в пригороде Эшборн.

### Управленческий консалтинг
Большое количество фирм, специализирующихся на управленческом консалтинге, имеют свои представительства в городе — Accenture, Arthur D. Little, McKinsey & Company, Boston Consulting Group, Booz & Company, Oliver Wyman, Bearing Point, Capgemini, Bain & Company and Roland Berger Strategy Consultants.

### Юридические услуги
Франкфурт имеет одну из крупнейших концентраций юристов в Германии с показателем один юрист на 99 жителей. Многие крупнейшие международные юридические фирмы имеют офисы во Франкфурте — Allen & Overy, Baker & McKenzie, Clifford Chance, Cleary Gottlieb Steen & Hamilton, Debevoise & Plimpton, DLA Piper, Freshfields Bruckhaus Deringer, Hogan Lovells, Jones Day, Linklaters, Mayer Brown, Milbank, Tweed, Hadley & McCloy, Norton Rose, Shearman & Sterling, Skadden, Arps, Slate, Meagher & Flom, Taylor Wessing, White & Case.

### Рабочие места
C 922 рабочими местами на 1000 жителей Франкфурт является крупнейшим рынком труда в Германии. Общее количество рабочих мест, расположенных в городе, составляет порядка 600 тыс., при численности городского населения в 663 тыс. жителей. Это означает активное использование в качестве работников жителей пригородов. В рабочие дни и субботу в черте города находятся порядка миллиона человек. Основные города, из которых люди ездят на работу в город — Бад-Хомбург (нем. Bad Homburg vor der Höhe), Кёнигштайн (нем. Königstein im Taunus), Кронберг (нем. Kronberg im Taunus), Бад-Зоден (нем. Bad Soden am Taunus).
По состоянию на 2008 год город имел наивысший уровень преступности в Германии. В расчёте на 100 тыс. жителей приходится 3 убийства, и годовой уровень преступности составляет 15 967.
Международный аэропорт Франкфурта — крупнейшее средоточие рабочих мест в Германии.

### Другое
Франкфурт является площадкой для химической, софтверной промышленности и контактных центров. Департаменты развития железнодорожной компании Deutsche Bahn располагаются в районе Галлус (нем. Gallus). Из-за нахождения штаб-квартиры компании Хёхст АГ (нем. Hoechst AG) (теперь — Авентис) Франкфурт называли «Мировой аптекой». В городе по состоянию на 1 сентября 2011 года зарегистрирована 181 аптека. Промышленный комплекс компании Aventis (ранее Хёхст) во Франкфурте — один из трёх крупнейших европейских центров фармацевтической и химической промышленности. Во Франкфурте расположены крупные германские промышленные ассоциации: Ассоциация химической промышленности, немецкая Ассоциация машиностроения и строительного оборудования, Ассоциации Электротехнической, Электронной и Информационных технологий; Ассоциация немецких автопроизводителей. Союз немецких автопроизводителей (нем. Verband der Automobilindustrie) проводит свои встречи каждые два года, которые по времени совпадают с Международной автомобильной выставкой (нем. Internationale Automobil-Ausstellung). Ко всему прочему во Франкфурте располагается штаб-квартира немецкой Ассоциации книготорговцев (англ. the Trade Association of German Booksellers), которая выступает организатором крупной книжной выставки Buchmesse (англ. Frankfurt Book Fair). В городе расположены головные организации профессиональных союзов компаний ИГ Металл (нем. IG Metall) и ИГ Бау (нем. IG Bau).
Главным поставщиком воды и электричества для региона Рейн-Майн является компания Майнова АГ (нем. Mainova AG), которая находится в собственности города.
Представительства компаний, чьи штаб-квартиры находятся в городе или его окрестностях:
- Немецкая футбольная ассоциация
- Фиат
- Нинтендо
- Мазерати
- Феррари
- Альфа Ромео
- Ланчия
- Хёндэ
- КИА
- Ягуар
- Опель
- Ферреро
- Фёрст Солар

### Недвижимость
Франкфурт располагает крупнейшей в Германии концентрацией домовладельцев. Этому способствует наличие большого числа работников финансовой сферы и высокая привлекательность города для иностранцев, численность которых достигает четверти от всего населения города. По этим причинам рынок недвижимости Франкфурта «живёт» по другим законам, чем другие города страны. Рынок недвижимости в Германии «просел» в ходе процесса объединения Западной и Восточной Германии, хотя в крупных городах на западе страны, таких как Франкфурт, рынок недвижимости достаточно оживлённый и привлекает к себе покупателей с Ближнего Востока.

### Учреждения и организации
Во Франкфурте располагается Германская национальная библиотека, Верховный суд земли Гессен, Рабочий суд земли Гессен и полицейская академия. Пожарный департамент, основанный в 1874 году, и добровольческий пожарный департамент насчитывают восемь станций. Франкфурт был местом расположения Федерального дисциплинарного суда вплоть до времени его роспуска в 2003 году.
Германский офис Международной финансовой корпорации, которая является частью Всемирного банка, Европейский комитет по страхованию и профессиональному пенсионному управлению, Европейский страховой контроль имеют свои штаб-квартиры во Франкфурте.
В городе располагается 88 консульств. Только Нью-Йорк и Гамбург из нестоличных городов имеют большее количество консульских учреждений. Россия, Китай и Туркменистан открыли свои консульства во Франкфурте. Генеральное консульство Соединённых Штатов Америки во Франкфурте (Экенхайм) является крупнейшим американским консульством в мире.

### Средства массовой информации
В городе издаются две влиятельные ежедневные общегерманские газеты. Консервативная Фра́нкфуртер а́льгемайне ца́йтунг (нем. Frankfurter Allgemeine Zeitung) была основана в 1949 году и имеет широкое распространение за границей (ежедневно доставляется в 148 стран). Ежедневный тираж FAZ составляет порядка 380 тыс. копий. Другая влиятельная газета — Франкфуртер Рундшау (нем. Frankfurter Rundschau) — была основана в 1945 году и имеет дневной тираж в 185 тыс. экземпляров.
Во Франкфурте располагается немецкая штаб-квартира новостного агентства Рейтер (Reuters Group).
В городе издаются журналы различной направленности. Journal Frankfurt — журнал, посвящённый светским событиям. Экологическое направление представлено журналом Öko-Test, который публикует материалы «Партии зелёных».
Первой городской радиостанцией была Südwestdeutsche Rundfunkdienst, которая начала вещание в 1924 году. Преемником радиостанции является Hessischer Rundfunk, чья станция Funkhaus am Dornbusch является важной составляющей радио- и телевещания.
Начиная с августа 1945 года американская станция American Forces Network вещала из Франкфурта. Вследствие сокращения воинского контингента она покинула своё место дислокации. С октября 2004 года она осуществляет вещание из города Мангейм.

## Образование и исследования
Во Франкфурте расположены два университета и несколько специализированных учебных заведений. Есть две бизнес-школы — школа в Университете имени Гёте и Франкфуртская школа финансов и управления.

### Университет имени Иогана Вольфганга Гёте
Старейшее и известнейшее высшее учебное заведение города — Университет имени Иоганна Вольфганга Гёте (нем. Johann-Wolfgang-Goethe-Universität Frankfurt am Main), чьи кампусы расположены в Бокенхайме, Вестенде и Ридберге, а университетский госпиталь расположен в Ниедераде. Престижная бизнес-школа Университета имени Гёте расположена в Вестенде. По направлению административного управления (MBA) количество иностранных студентов достигает 70 % от общего количества обучаемых.

### Университет прикладных наук
Франкфуртский университет прикладных наук был создан в 1971 году в результате реорганизации ранее существовавших учебных заведений и предлагает обучение по различным направлениям — искусство, естественные науки, инженерное дело и юриспруденция.

### Школа финансов и управления
Школа финансов и управления (Frankfurt School of Finance & Management GmbH) является специализированным учебным заведением для подготовки специалистов для банковского сектора, также известной как Hochschule für Bankwirtschaft (Высшие курсы для банковских экономистов). Кампусы школы расположены в Остенде (Истенде). С 2001 года школа предлагает специализацию по экономике и управлению (Economics and Management, FOM).

### Художественная школа
Город располагает художественной школой, известной как Штедельшуле (нем. Städelschule), которая была основана в 1817 году Иоганном Фридрихом Штеделем (нем. Johann Friedrich Städel). В 1942 году школа перешла под юрисдикцию города и преобразована в государственную художественную школу.

### Музыкальная школа и консерватория
В городе расположены музыкальная школа (нем. Hochschule für Musik und Darstellende Kunst Frankfurt am Main) и музыкальная консерватория Хоха (нем. Dr. Hoch’s Konservatorium — Musikakademie), которая была образована в 1878 году.

### Другие учебные и исследовательские заведения
В городе также расположены:
Философско-теологический институт Святого Георгия (нем. Philosophisch-Theologische Hochschule Sankt Georgen), который был основан в 1950 году и находится в Заксенхаузене;
Три института, входящих в Общество Макса Планка — Институт европейской истории и закона Макса Планка (нем. Max-Planck-Institut für europäische Rechtsgeschichte, MPIeR), Институт биофизики Макса Планка (нем. Max-Planck-Institut für Biophysik, MPIBP), Институт исследований мозга Макса Планка (нем. Max-Planck-Institut für Hirnforschung);
Франкфуртский институт передовых исследований (англ. Frankfurt Institute for Advanced Studies, FIAS), чья деятельность поддерживается из различных институциональных и частных источников. Специализации института — теоретические исследования в области физики, химии, биологии, нейронаук и информационных технологий.
Романско-Германская комиссия (нем. Römisch-Germanische-Kommission, RGK) Германского археологического института (нем. Deutsche Archäologische Institut, DAI) по исследованию доисторической археологии в Германии и Европе. Библиотека RGK содержит порядка 130 тыс. книг и является одной из крупнейших специализированных археологических библиотек в мире.

## Спорт
Во Франкфурте располагаются различные спортивные команды и клубы:
| - Eintracht Frankfurt, футбол; - FSV Frankfurt, футбол; | - Frankfurter FC Germania 1894, футбол; - Rot-Weiss Frankfurt, футбол; - Frankfurt Lions, хоккей; | - Deutsche Bank Skyliners, баскетбол; - Frankfurt Universe, американский футбол; |

Бывшие городские команды:
| - Bockenheimer FC 1899, футбол; - Frankfurt Galaxy, американский футбол; |

В городе проходят классические велогонки (нем. Rund um den Henninger-Turm), ежегодный марафон Франкфуртский марафон и соревнования Iron Man European Championships.

## Известные уроженцы и жители
Во Франкфурте-на-Майне родилось или работало множество людей, вписавших своё имя в мировую и немецкую историю. В науке прежде всего известны: «отец ядерной физики», лауреат Нобелевской премии Отто Ганн, лауреат Нобелевской премии по экономике Роберт Ауман, один из крупнейших немецких поэтов своего поколения, лауреат ряда престижных премий Оскар Пастиор, один из самых знаменитых европейских мыслителей XIX века Артур Шопенгауэр, известнейший немецкий психиатр и невролог, давший описание сенильной деменции Алоис Альцгеймер, немецкий музыкант Тило Вольфф, первая женщина-энтомолог Мария Сибилла Мериан и многие другие.
Самый знаменитый уроженец Франкфурта — Иоганн Вольфганг фон Гёте (1749—1832) поэт, драматург, учёный, государственный деятель. Здесь им были написаны «Страдания юного Вертера», начата работа над «Фаустом». Здесь также родились: Эрих Фромм, Анна Франк, Тре Кул, Элис Мертон, Ханс Циммер, Мартин Лоуренс.

## Города-побратимы
- Лион, Франция (1960)[34]
- Бирмингем, Великобритания (1966)
- Милан, Италия (1971)[35]
- Каир, Египет (1979)
- Тель-Авив, Израиль (1980)[36]
- Гуанчжоу, Китай (1988)[37]
- Торонто, Канада (1989)
- Прага, Чехия (1990)[38]
- Будапешт, Венгрия (1990)[39]
- Лейпциг, Германия (1991)[40]
- Гранада, Никарагуа (1991)
- Дёй-ла-Барр, Франция (1967)
- Краков, Польша (1991)[41]
- Йокогама, Япония (2011)
- Эскишехир, Турция (2012)
- Филадельфия, шт. Пенсильвания, США (2015)

## Галерея
- Зенкенбергский музей
- Фонтан правосудия
- Музей прикладного искусства
- Франкфуртская фондовая биржа
- Коммерцбанк-Тауэр
- Майнтауэр